# Santa Maria Assunta al Tufello

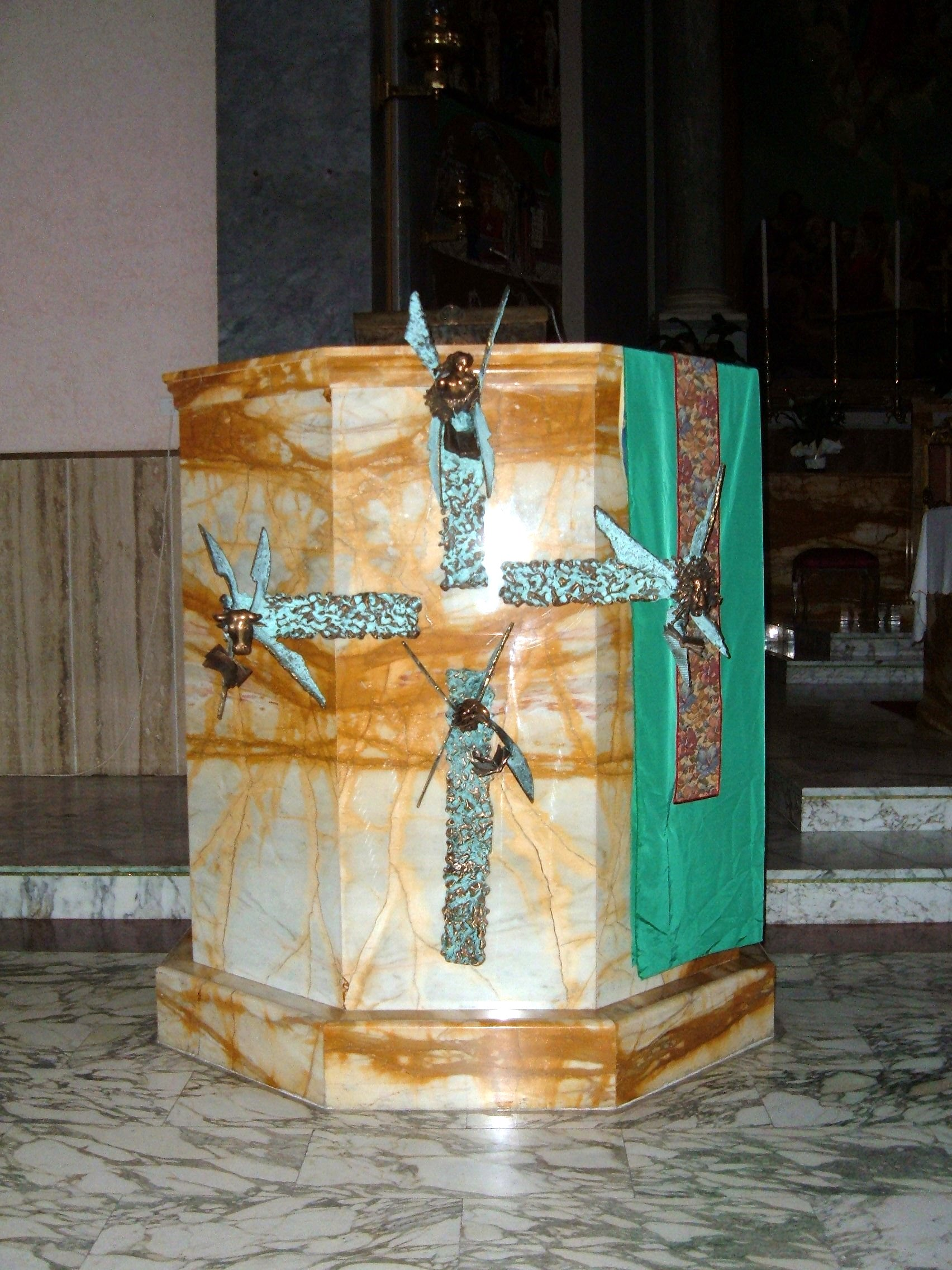
Ambão da igreja.

Santa Maria Assunta al Tufello é uma igreja de Roma localizada na esquina da Via Monte Massico com a Via Capraia, no bairro de Tufello do quartiere Monte Sacro. É dedicada a Nossa Senhora da Assunção.

## História
Esta igreja foi construída com base num projeto de Tullio Rossi entre 1949 e 1950 e consagrada pelo vice-gerente de da Diocese de Roma Luigi Traglia em 22 de julho de 1950. A igreja é sede de uma paróquia homônima, instituída em 2 de julho de 1950 através do decreto "Quo facilius" do cardeal-vigário Francesco Marchetti Selvaggiani.

## Descrição

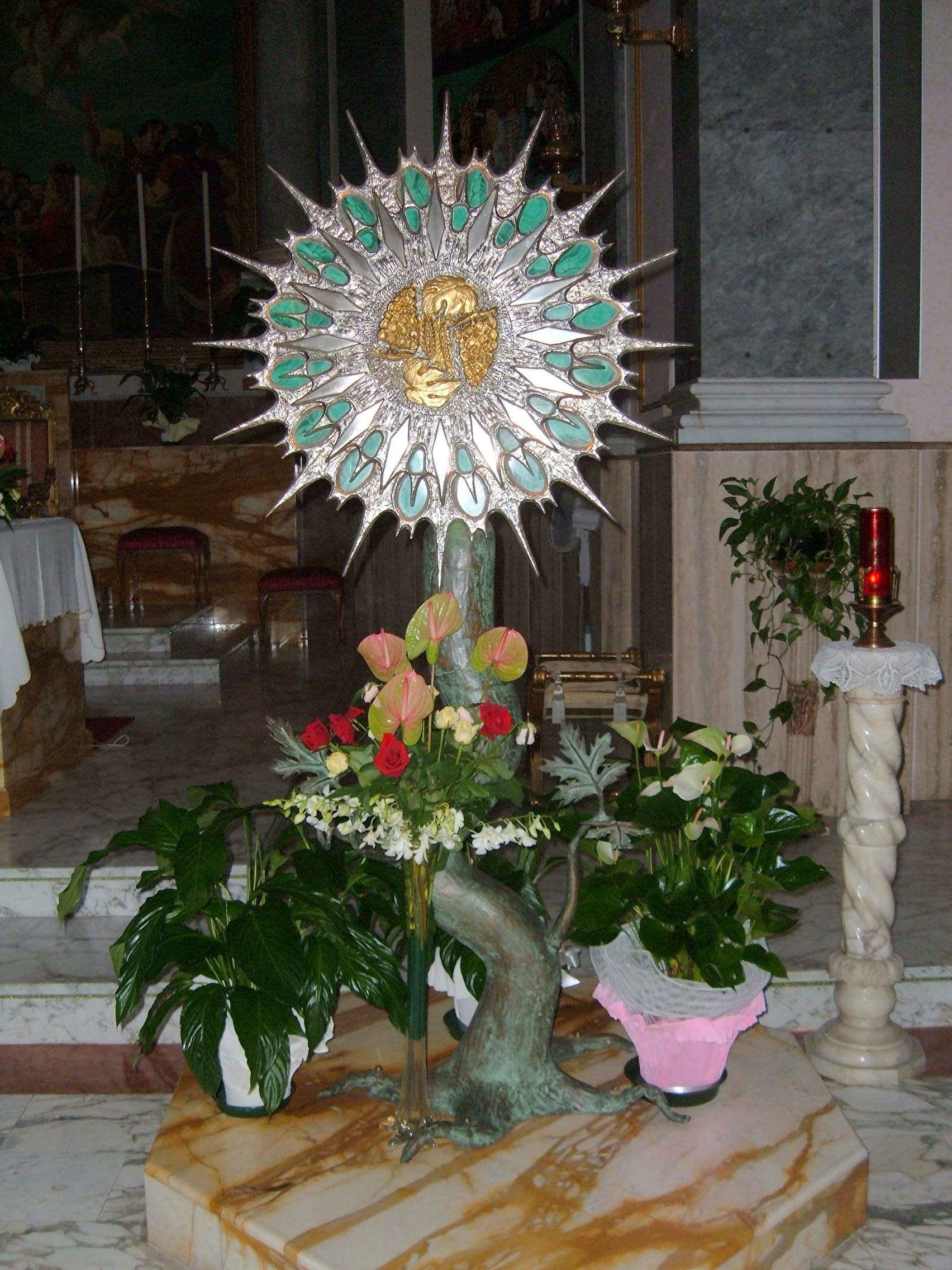
Sacrário.

A modesta fachada desta igreja ostenta no alto o brasão do papa Pio XII em mármore. O portal é encimado por um mosaico de um "Cristo em Majestade". O interior se apresenta em uma nave única com uma abside com teto de madeira com treliças. Do ponto de vista artístico, o mais notável é o presbitério: no altar está um retábulo da "Assunção de Maria", enquadrado entre duas colunas de granito; aos seus lados estão reproduzidos, em mosaico com doze episódios do Evangelho. À esquerda e à direita do altar, aos pés do presbitério, estão respectivamente um ambão com a reprodução em bronze dos símbolos dos quatro evangelistas e o sacrário raiado.
Três estátuas devocionais estão colocadas na parte alta da parede da direita, sobre a porta que conduz à sacristia, onde, por um tempo, ficava uma cantoria. Importante também é a Via Crúcis, na qual os personagens de cada episódio são representado apenas com close-ups ou meios-bustos dos protagonistas. Na entrada, à esquerda, está a pia batismal, uma grande bacia octogonal de mármore.
Ao longo da parede da direita da nave, na metade da igreja, está um órgão de tubos, construído pela empresa Fratelli Ruffatti em 1963. Originalmente instalado numa cantoria acima da porta da sacristia, em 2000 ele foi movido para a posição atual.